# Kwak Tae-hwi
Kwak Tae-hwi ((곽태휘?, 郭泰輝?); Chilgok, 8 luglio 1981) è un allenatore di calcio ed ex calciatore sudcoreano, difensore, vice allenatore del Chengdu Rongcheng.

## Palmarès

### Competizioni nazionali
- Korean League Cup: 1

Seoul: 2006
- Coppa della Corea del Sud: 1

Chunnam Dragons: 2007
- Coppa del Re dei Campioni: 1

Al Hilal: 2014-2015
- Supercoppa saudita: 1

Al Hilal: 2015
- Coppa della Corona del Principe saudita: 1

Al Hilal: 2015-2016
- Campionato sudcoreano: 1

Seoul: 2016

### Competizioni internazionali
- AFC Champions League: 1

Ulsan Hyundai: 2012